# جائزة أوروبا الكبرى 2003
جائزة أوروبا الكبرى 2003 هو سباق فورمولا 1
أقيم بتاريخ 29 يونيو 2003 في حلبة نوربورغرينغ، ألمانيا، وأحد سباقات بطولة العالم لسباقات الفورمولا واحد موسم 2003، وكان أول المنطلقين كيمي رايكونن.
فاز بالمركز الأول  رالف شوماخر، وكان صاحب أسرع لفة كيمي رايكونن.